# إكسفيوس 3دي/جي
إكسفيوس 3دي/جي (بالإنجليزية: Xevious 3D/G)‏ ، هي لعبة فيديو إلكترونية من نوع شوتم أب، أنتجها شركة نامكو اليابانية سنة 1996م، وفي سنة 1997م أنتجت نفس العنوان مع إضافة رمز وهي إكسفيوس 3دي/جي بلس، وتعمل لنظام بلاي ستيشن.

## وصلات خارجية
- Xevious 3D/G+ قي موقع آي جي إن
- アーケード版ゼビウス3D/G公式サイト
- プレイステーション版ゼビウス3D/G+公式サイト
- ゲームアーカイブス版ゼビウス3D/G+紹介サイト